# Soloviev D-25
| Type               | Turboshaft             |
| Manufacturer       | Soloviev Design Bureau |
| First run          | 1954                   |
| Major applications | Mil Mi-6.              |

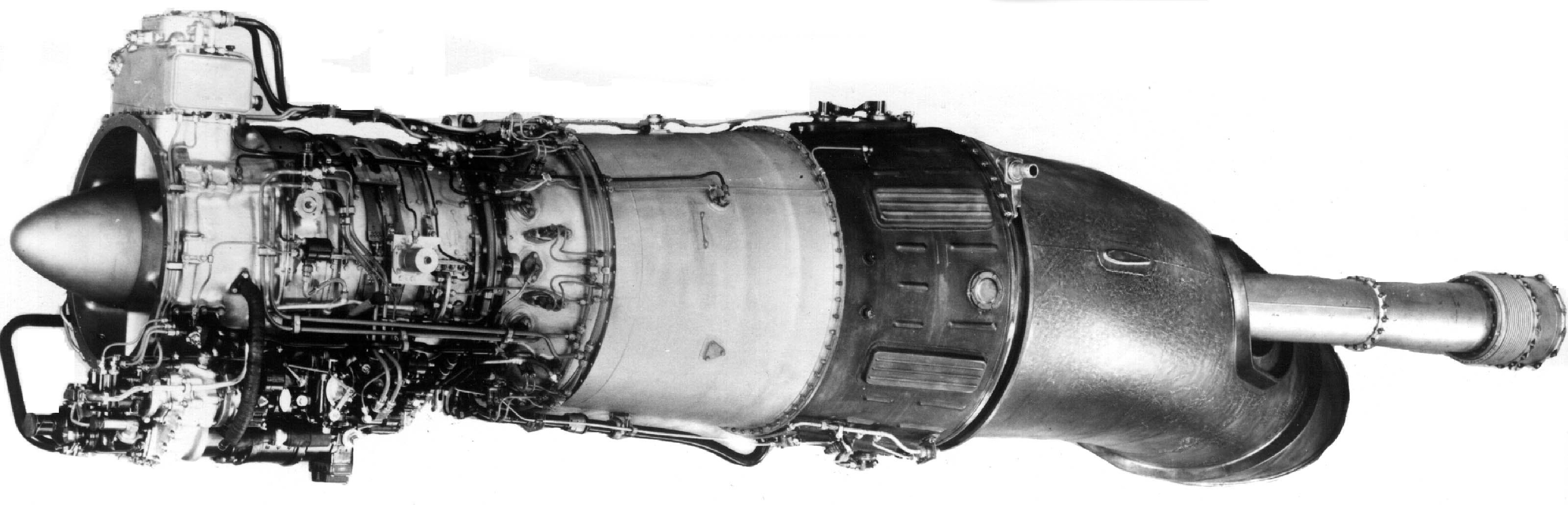

Le moteur Soloviev D-25 est un turbopropulseur de la classe 5000 chevaux développé en Urss dans les années 1960 par l'ingénieur aéronautique Alexandre Aleksandrovith Mikouline au sein du bureau d'études OKB-19, faisant partie du groupe Klimov-Soloviev. Ce moteur a été largement utilisé dans l'aviation militaire, en particulier sur des avions de transport militaire et des avions de patrouille maritime.

## Utilisation

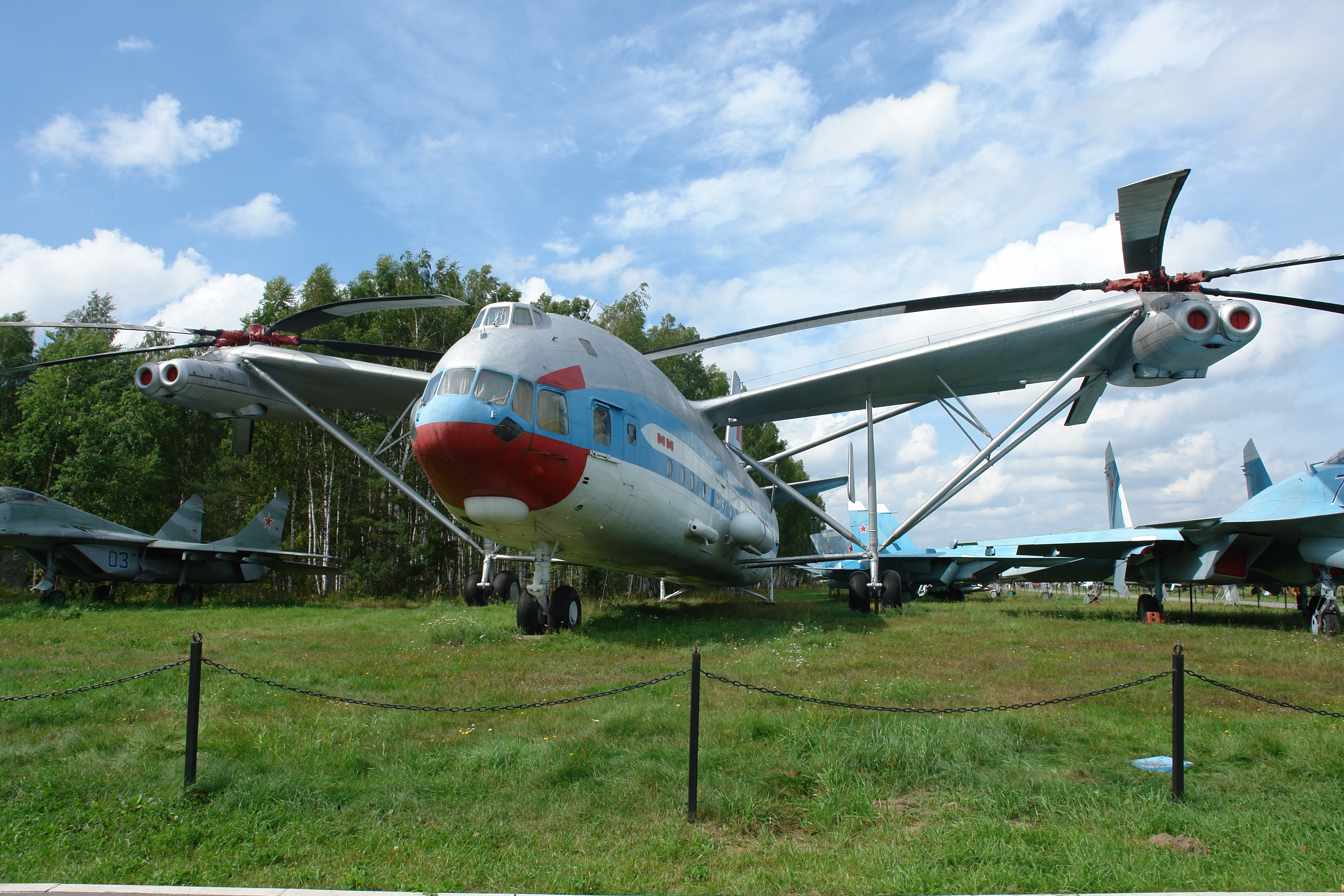
L'hélicoptère Mil Mi-12 utilisant ce moteur.

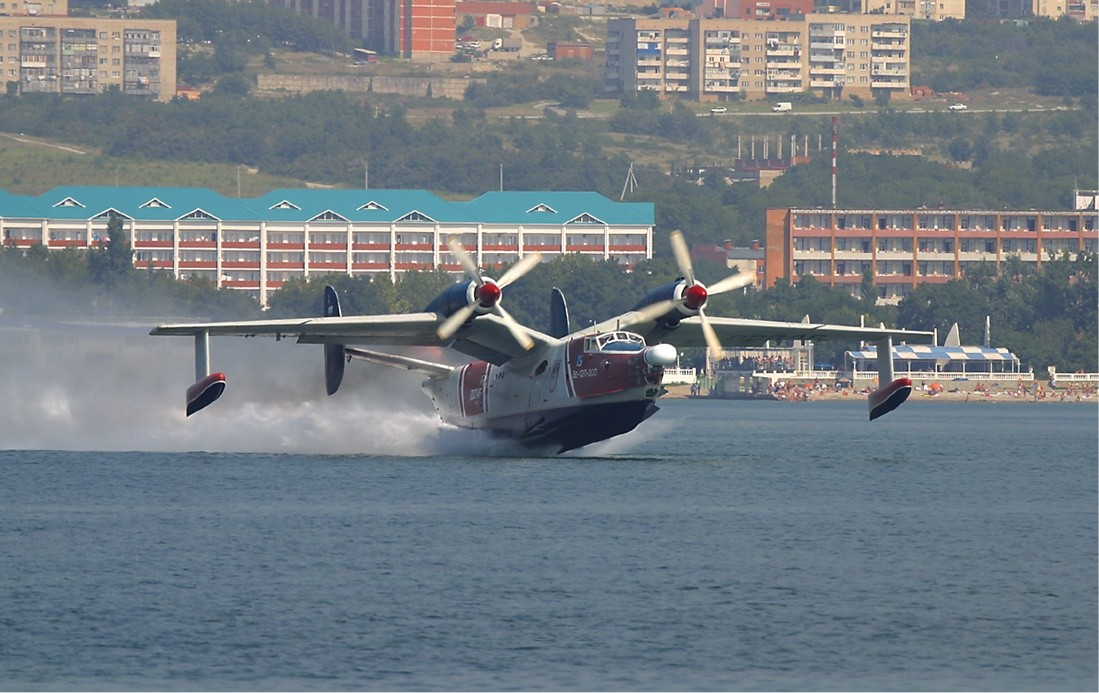
L'hydravion amphibie Beriev Be-12 utilisant lui aussi ce moteur.

L'hélicoptère lourd Mil Mi-12, équipé du moteur Soloviev D-25, se distinguait par sa polyvalence. Il était capable d'opérer à partir de bases terrestres ou de terrains non préparés, ce qui lui permettait de s'adapter à diverses situations opérationnelles.